# 나사의 회전 (오페라)

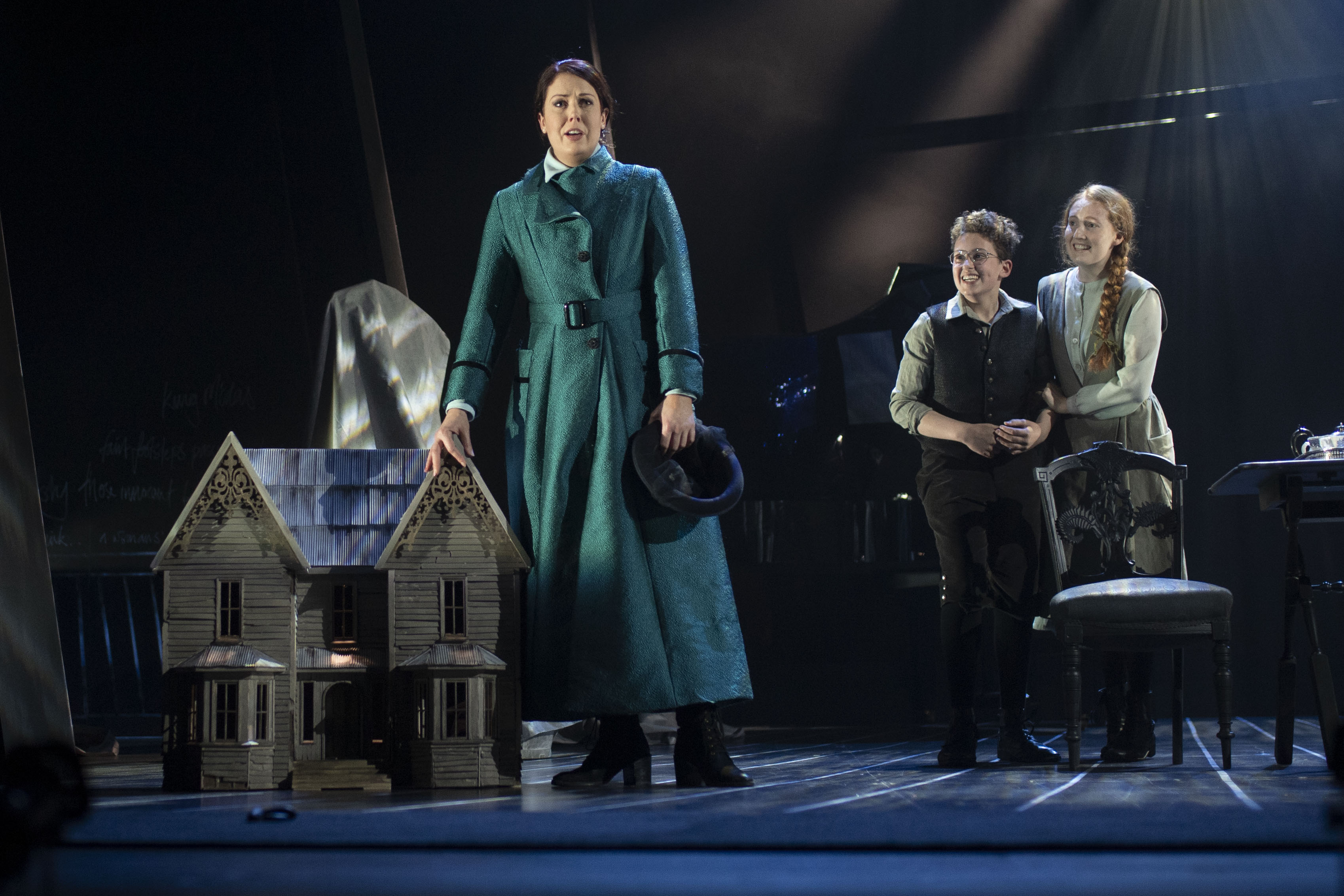

나사의 회전(The Turn of the Screw) (자작 주제에 의한 변주곡)은 영국의 작곡가인 벤저민 브리튼이 작곡한 2막의 실내 오페라이다. 마이패니 파이퍼가 헨리 제임스의 소설인 《나사의 회전》을 기초로 영어 대본을 작성하였다.

## 관현악 구성
바이올린 2대, 비올라, 첼로, 더블 베이스, 플루트, 알토 플루트, 피콜로, 오보에, 잉글리쉬 호른, 클라리넷, 베이스 클라리넷, 바순, 호른, 하프, 타악기, 피아노, 첼레스타

## 등장인물
| 배역 서막의 나레이터 가정 교사 마일즈, "소년" 플로라, "소녀" 그로스 부인, 가정부 미스 제셀, 예전의 가정 교사 피터 퀸트, 예전의 하인 | 성악 영역 테너 소프라노 Treble 소프라노 메조소프라노 테너 | 초연시 가수 피터 피어스 제니퍼 비비안 데이비드 헤밍스 올리브 다이어 조안 크로스 아르다 맨디키안 피터 피어스 |

## 줄거리
19세기 중반 영국 시골 지방인 블라이의 한 가옥

## 참고
아이들의 음악 부분을 위해, 브리튼은 단어와 멜로디를 수많은 전통 영국 자장가에서 가져왔다.